# A budapesti Andrássy út épületeinek listája
Az Andrássy út Budapest VI. kerületét, a Terézvárost átszelő jelentős közterület. A 19. század második felében került kialakításra, máig álló épületeinek legnagyobb része is ekkor épült.

## Épületek

### 1−10.
| Kép | Házszám | Név                      | Építés ideje | Tervező             | Megjegyzés | További képek a Wikimédia Commonson |
| --- | ------- | ------------------------ | ------------ | ------------------- | --- | ----------------------------------- |
|     | 1.      | Stein-bérpalota          | 1880−1881    | Láng Adolf          | |                                     |
|     | 2.      | Foncière-palota          | 1880–1882    | Feszty Adolf        | A tornya elpusztult.                                                                                             |                                     |
|     | 3.      | Saxlehner-palota         | 1884–1886    | Czigler Győző       | Az épületben működött a Postamúzeum.                                                                             |                                     |
|     | 4.      | Harkányi-bérpalota       | 1882–1883    | Petschacher Gusztáv | |                                     |
|     | 5.      | Keppich-bérpalota        | 1882         | Freund Vilmos       | |                                     |
|     | 6.      | Steiner (Ámon)-bérpalota | 1880–1881    | Kallina Mór         | |                                     |
|     | 7.      | Latzkó-bérpalota         | 1882         | Quittner Zsigmond   | Egy emelettel bővítették 1935-ben Pogány Móric tervei alapján. Az épületben működik a Bolgár Kulturális Intézet. |                                     |
|     | 8.      | Schossberger-bérpalota   | 1880−1881    | Feszty Adolf        | A negyedik emelet egy 1917-es tüzeset után épült.                                                                |                                     |
|     | 9.      | Brüll-bérpalota          | 1882         | Kallina Mór         | |                                     |
|     | 10.     | Stern-bérpalota          | 1884         | Feszty Adolf        | |                                     |

### 11−20.
| Kép | Házszám | Név                  | Építés ideje | Tervező           | Megjegyzés | További képek a Wikimédia Commonson |
| --- | ------- | -------------------- | ------------ | ----------------- | --- | ----------------------------------- |
|     | 11.     | Pokupcic-bérpalota   | 1877–1878    | Freund Vilmos     | |                                     |
|     | 12.     | Krausz-bérpalota     | 1883−1885    | Quittner Zsigmond | |                                     |
|     | 13.     | Del Medico-bérpalota | 1885         | Schmahl Henrik    | |                                     |
|     | 14.     | Kreische-bérpalota   | 1863         | Ybl Miklós        | 1863-ben kétemeletes épület épült Ybl Miklós tervei alapján. A harmadik emelet 1876-ra épült fel Paulheim József és Brunhuber Lőrinc tervei alapján. |                                     |
|     | 15.     | Pulitzer-bérpalota   | 1881−1882    | Feszty Adolf      | |                                     |
|     | 16.     | Loisch-bérpalota     | 1880−1881    | Bukovics Gyula    | |                                     |
|     | 17.     | Pulitzer-bérpalota   | 1881−1882    | Feszty Adolf      | |                                     |
|     | 18.     | Fölsinger-bérház     | 1880−1881    | Ybl Miklós        | A negyedik emelet 1911 és 1913 között készült. |                                     |
|     | 19.     | Brüll-bérpalota      | 1880−1881    | Freund Vilmos     | |                                     |
|     | 20.     | Gomperz-bérpalota    | 1880−1881    | Freund Vilmos     | |                                     |

### 21−30.
| Kép | Házszám | Név                                                       | Építés ideje | Tervező                      | Megjegyzés                                                                                            | További képek a Wikimédia Commonson |
| --- | ------- | --------------------------------------------------------- | ------------ | ---------------------------- | --- | ----------------------------------- |
|     | 21.     | Sváb-bérpalota                                            | 1881−1883    | Freund Vilmos                | |                                     |
|     | 22.     | Magyar Állami Operaház                                    | 1875−1884    | Ybl Miklós                   | |                                     |
|     | 23.     | Wahrmann-bérpalota                                        | 1882−1883    | Freund Vilmos                | |                                     |
|     | 24.     | Deutsch-bérház                                            | 1875         | Freund Vilmos                | |                                     |
|     | 25.     | Drechsler-palota (MÁV nyugdíjintézeti bérház, MÁV-palota) | 1881−1885    | Lechner Ödön és Pártos Gyula | Itt működött 1949-től 2002-ig az Állami Balett Intézet, 1990-től Magyar Táncművészeti Főiskola néven. |                                     |
|     | 26.     | Ferenczy-palota                                           | 1884–1885    | Feszty Adolf                 | |                                     |
|     | 27.     | Fischer-Sonnenberg-bérpalota                              | 1880–1881    | Bukovics Gyula               | |                                     |
|     | 28.     | Gschwindt (Haggenmacher)-bérpalota                        | 1882         | Schmahl Henrik               | |                                     |
|     | 29.     | Szenes (Köhler)-palota                                    | 1882−1883    | Ray Rezső Lajos              | |                                     |
|     | 30.     | Wahrmann-bérpalota                                        | 1875−1876    | Kraft Richárd és Wahl Hugó   | |                                     |

### 31−40.
| Kép | Házszám | Név                               | Építés ideje | Tervező                            | Megjegyzés                                                                          | További képek a Wikimédia Commonson |
| --- | ------- | --------------------------------- | ------------ | ---------------------------------- | ----------------------------------------------------------------------------------- | ----------------------------------- |
|     | 31.     | Mendl-bérpalota                   | 1882–1885    | Pucher József                      |                                                                                     |                                     |
|     | 32.     | Haggenmacher-bérpalota            | 1872−1886    | Unger Emil, halála után Ybl Miklós | 1886-ban Kutschera Károly, 1893-ban pedig Bauer Henrik terve alapján átalakították. |                                     |
|     | 33.     | Fuchs-bérpalota                   | 1875–1876    | Weber Antal                        |                                                                                     |                                     |
|     | 34.     | Haggenmacher-bérpalota            | 1872−1874    | Unger Emil, halála után Ybl Miklós | 1886-ban Kutschera Károly, 1893-ban pedig Bauer Henrik terve alapján átalakították. |                                     |
|     | 35.     | Tafler-bérpalota                  | 1873−1874    | Vojta Donát és később Feszty Adolf |                                                                                     |                                     |
|     | 36.     | Haggenmacher-bérpalota            | 1872−1874    | Unger Emil, halála után Ybl Miklós | 1886-ban Kutschera Károly, 1893-ban pedig Bauer Henrik terve alapján átalakították. |                                     |
|     | 37.     | Brüll-bérpalota                   | 1886         | Quittner Zsigmond                  |                                                                                     |                                     |
|     | 38.     | Haggenmacher-bérpalota            | 1872−1874    | Unger Emil, halála után Ybl Miklós |                                                                                     |                                     |
|     | 39.     | Párisi Nagy Áruház (Divatcsarnok) | 1883−1885    | Petschacher Gusztáv                | 1909-ben átépítve Sziklai Zsigmond tervei alapján.                                  |                                     |
|     | 40.     | Haggenmacher-bérház               | 1872−1874    | Unger Emil                         |                                                                                     |                                     |

### 41−50.
| Kép | Házszám | Név                                       | Építés ideje | Tervező                            | Megjegyzés                                        | További képek a Wikimédia Commonson |
| --- | ------- | ----------------------------------------- | ------------ | ---------------------------------- | ------------------------------------------------- | ----------------------------------- |
|     | 41.     | Keller-bérpalota (MÁV szolgálati lakások) | 1883         | Kallina Mór                        |                                                   |                                     |
|     | 42.     | Sugárúti Rt. bérháza                      | 1872−1873    | Unger Emil, halála után Ybl Miklós |                                                   |                                     |
|     | 43.     | Brüll-bérház                              | 1883−1885    | Holub József vagy Freund Vilmos    |                                                   |                                     |
|     | 44.     | Sugárúti Rt. bérháza                      | 1872−1874    | Unger Emil, halála után Ybl Miklós |                                                   |                                     |
|     | 45.     | Karsay-bérház                             | 1881−1882    | Bukovics Gyula                     |                                                   |                                     |
|     | 46.     | Pázmándy-bérpalota                        | 1875−1876    | Feszty Adolf                       |                                                   |                                     |
|     | 47.     | Karsai-bérház                             | 1878         | Freund Vilmos                      |                                                   |                                     |
|     | 48.     | Sugárúti Rt. lakóépülete                  | 1873−1874    | Szkalnitzky Antal                  | Az Oktogonnál.                                    |                                     |
|     | 49.     | Sugárúti Rt. lakóépülete                  | 1873−1874    | Szkalnitzky Antal                  | Benne működött az Abbázia kávéház. Az Oktogonnál. |                                     |
|     | 50.     | Sugárúti Rt. lakóépülete                  | 1873−1874    | Szkalnitzky Antal                  | Az Oktogonnál.                                    |                                     |

### 51−60.
| Kép | Házszám     | Név                          | Építés ideje | Tervező                       | Megjegyzés                                             | További képek a Wikimédia Commonson |
| --- | ----------- | ---------------------------- | ------------ | ----------------------------- | ------------------------------------------------------ | ----------------------------------- |
|     | 51.         | Sugárúti Rt. lakóháza        | 1873−1874    | Szkalnitzky Antal             | Az Oktogonnál.                                         |                                     |
|     | 52.         | Haggenmacher-palota          | 1883−1886    | Schmahl Henrik                |                                                        |                                     |
|     | 53.         | Hübner-bérház                | 1882−1883    | Hübner Nándor                 | Az Oktogonnál.                                         |                                     |
|     | 54, 56, 58. | eklektikus háztömb           | 1881−1883    | Lee? vagy Petschacher Gusztáv |                                                        |                                     |
|     | 55.         | Tafler–Ehrenfeld-bérház      | 1875         | Feszty Adolf                  |                                                        |                                     |
|     | 57.         | Sugárúti Rt. bérháza         | 1874         | Petschacher Gusztáv           |                                                        |                                     |
|     | 59.         | Jálics-bérház                | 1882         | Kallina Mór                   |                                                        |                                     |
|     | 60.         | Fischer–Sonnenberg-bérpalota | 1880         | Feszty Adolf                  | Az épületben napjainkban a Terror Háza Múzeum működik. |                                     |

### 61−70.
| Kép | Házszám  | Név               | Építés ideje | Tervező                             | Megjegyzés | További képek a Wikimédia Commonson |
| --- | -------- | ----------------- | ------------ | ----------------------------------- | --- | ----------------------------------- |
|     | 61.      | Stangl-bérház     | 1873−1874    | Petschacher Gusztáv                 | |                                     |
|     | 62.      | Bobula-bérpalota  | 1882−1883    | Bobula János                        | |                                     |
|     | 63., 65. | iskolaépület      | 1878 körül   | Petschacher Gusztáv                 | Az épületben működött később hosszú időn keresztül a Pesti Barnabás Élelmiszeripari Szakgimnázium és Szakközépiskola.                                  |                                     |
|     | 64.      | Hübner-bérház     | 1881−1882    | Hübner Nándor vagy Hauszmann Alajos | |                                     |
|     | 66.      | Hübner-bérház     | 1881−1882    | Hübner Nándor                       | |                                     |
|     | 67.      | Régi Zeneakadémia | 1877−1879    | Láng Adolf                          | A új Zeneakadémia megépülése (1904−1907, 1061 Budapest, Liszt Ferenc tér 8.) előtt a komolyzenei képzés központja Budapesten.                          |                                     |
|     | 68.      | Zichy-palota      | 1878         | Bobula János                        | |                                     |
|     | 69.      | Régi Műcsarnok    | 1876−1877    | Láng Adolf                          | Napjainkban a Magyar Képzőművészeti Egyetem működik benne. Alsó részét a Budapest Bábszínház használja. Az épületben működött az Andrássy úti Színház. |                                     |
|     | 70.      | Kégl-bérház       | 1879−1880    | Hauszmann Alajos                    | |                                     |

### 71−80.
| Kép | Házszám  | Név                        | Építés ideje | Tervező                                  | Megjegyzés                                                 | További képek a Wikimédia Commonson |
| --- | -------- | -------------------------- | ------------ | ---------------------------------------- | ---------------------------------------------------------- | ----------------------------------- |
|     | 71.      | Kolbenhain-palota          | 1875         | Rauscher Lajos                           | Napjainkban a Magyar Képzőművészeti Egyetem működik benne. |                                     |
|     | 72.      | Teleki-bérpalota           | 1880−1881    | Feszty Adolf, Fekete Elek                |                                                            |                                     |
|     | 73., 75. | MÁV Nyugdíjintézet Székház | 1875−1876    | Rochlitz Gyula                           |                                                            |                                     |
|     | 74.      | Hübner-lakóház             | 1879         | Hübner Nándor                            | A Kolibri Fészek Színház működik benne.                    |                                     |
|     | 76.      | Hübner-bérház              | 1877−1878    | Hübner Nándor                            |                                                            |                                     |
|     | 77.      | Grünhut-lakóház            | 1882−1883    | Jahn József                              |                                                            |                                     |
|     | 78.      | Dessewffy-palota           | 1878−1880    | Feszty Adolf                             |                                                            |                                     |
|     | 79.      | Hübner-bérház              | 1881−1884    | Hübner Nándor                            |                                                            |                                     |
|     | 80.      | Preisz-bérház              | 1876         | Preisz György és Kirschenbaum Keresztély |                                                            |                                     |

### 81−90.
| Kép | Házszám  | Név                                     | Építés ideje | Tervező             | Megjegyzés                                                                        | További képek a Wikimédia Commonson |
| --- | -------- | --------------------------------------- | ------------ | ------------------- | --------------------------------------------------------------------------------- | ----------------------------------- |
|     | 81.      | Hübner-bérház                           | 1881−1882    | Hübner Nándor       |                                                                                   |                                     |
|     | 82.      | Pokupcic-lakóház                        | 1880-as évek | Preisz György       |                                                                                   |                                     |
|     | 83., 85. | MÁV nyugdíjintézeti bérház (Vasutasház) | 1882–1884    | Kauser József       | A Kodály köröndnél.                                                               |                                     |
|     | 84.      | Taffler-palota                          | 1876         | Feszty Adolf        |                                                                                   |                                     |
|     | 86.      | Tafler–Ehrenfeld-palota                 | 1881         | Petschacher Gusztáv |                                                                                   |                                     |
|     | 87., 89. | Andrássy-udvar (Hübner-bérház)          | 1883–1885    | Bukovics Gyula      | Az épületben működik a Kodály Zoltán Emlékmúzeum és Archívum. A Kodály köröndnél. |                                     |
|     | 88., 90. | MÁV nyugdíjintézeti bérház              | 1880-1882    | Petschacher Gusztáv | A Kodály köröndnél.                                                               |                                     |

### 91−100.
| Kép | Házszám  | Név                          | Építés ideje | Tervező                      | Megjegyzés | További képek a Wikimédia Commonson |
| --- | -------- | ---------------------------- | ------------ | ---------------------------- | --- | ----------------------------------- |
|     | 91.      | Reimann-bérház               | 1882−1883    | Lohr József                  | |                                     |
|     | 92., 94. | Hübner-udvar (Hübner-bérház) | 1883–1884    | Bukovics Gyula               | A Kodály köröndnél. |                                     |
|     | 93.      | Herzog-palota                | 1882−1883    | Ray Rezső Lajos              | Itt élt báró csetei Herzog Mór Lipót. 1945-46 között Tildy Zoltán ideiglenes miniszterelnöki rezidenziája. Itt működött a Budapesti Értéktőzsde 2007–2015 között. |                                     |
|     | 95.      | Dezsényi–Kemény-bérház       | 1882−1883    | Fekete Elek                  | |                                     |
|     | 96.      | Herzl-palota                 | 1881−1882    | Feszty Adolf                 | |                                     |
|     | 97.      | Temesváry-bérház             | 1883−1884    | Jahn József és Brunhuber [N] | |                                     |
|     | 98.      | Pallavicini-palota           | 1882−1883    | Petschacher Gusztáv          | |                                     |
|     | 99.      | Mayer-bérház                 | 1883         | Feszl Frigyes                | |                                     |
|     | 100.     | Kóczán-bérház                | 1905         | Révész Sámuel, Kollár József | Korábban a Schüller-ház (Hild Károly, 1870) állt a helyén. |                                     |

### 101−110.
| Kép | Házszám | Név                        | Építés ideje                    | Tervező                                           | Megjegyzés                                                            | További képek a Wikimédia Commonson |
| --- | ------- | -------------------------- | ------------------------------- | ------------------------------------------------- | --------------------------------------------------------------------- | ----------------------------------- |
|     | 101.    | Schanzer-villa             | 1900, majd átalakítva 1906−1907 | Bloch és Holitscher, átalakítója: Spiegel Frigyes | Korábban a Bányász-villa (1882-1883, Feszl Frigyes) állt itt.         |                                     |
|     | 102.    | Fischere–Sonnenberg-palota | 1880−1881                       | Schmahl Henrik                                    |                                                                       |                                     |
|     | 103.    | Knorr-villa                | 1878                            | Schubert Ármin, Hikisch Lajos                     | Ma a Hopp Ferenc Ázsiai Művészeti Múzeum működik benne.               |                                     |
|     | 104.    | Erdődy-villa               | 1877                            | Weber Antal                                       | Az épületben működik Oroszország budapesti nagykövetsége.             |                                     |
|     | 105.    | Ray-villa                  | 1880                            | Ray Rezső Lajos                                   |                                                                       |                                     |
|     | 106.    | modern lakóépület          |                                 |                                                   | Korábban a Hieronymi-villa állt a telken (1877, Petschacher Gusztáv). |                                     |
|     | 107.    | modern lakóépület          |                                 |                                                   | Korábban a Lord-villa állt a telken (1888−1889, Ray Rezső Lajos).     |                                     |
|     | 108.    | Kirschenbaum-villa         | 1884                            | Mamorek Oszkár vagy Krause Tivadar                |                                                                       |                                     |
|     | 109.    | Jahn-villa                 | 1885                            | Ray Rezső Lajos                                   | A Koreai Köztársaság Nagykövetsége működik benne.                     |                                     |
|     | 110.    | Rausch-villa               | 1876−1877                       | Petsch Ede                                        |                                                                       |                                     |

### 111−120.
| Kép | Házszám | Név                                         | Építés ideje | Tervező         | Megjegyzés                                                                        | További képek a Wikimédia Commonson |
| --- | ------- | ------------------------------------------- | ------------ | --------------- | --------------------------------------------------------------------------------- | ----------------------------------- |
|     | 111.    | a Pesti Izraelita Hitközség szállodabérháza | 1937−1938    | Hajós Alfréd    | Korábban a Pesti Izraelita Hitközség Árvaháza (1880, Quittner Zsigmond) állt itt. |                                     |
|     | 112.    | Landauer-villa                              | 1881−1882    | Freund Vilmos   |                                                                                   |                                     |
|     | 113.    | Helsinger-villa                             | 1880         | Bukovics Gyula  |                                                                                   |                                     |
|     | 114.    | Greger–Landauer-villa                       | 1879−1880    | Freund Vilmos   |                                                                                   |                                     |
|     | 115.    | Kriszt-villa                                | 1882         | Knotz Sándor    |                                                                                   |                                     |
|     | 116.    | Weiss-villa                                 | 1888         | Kallina Mór     |                                                                                   |                                     |
|     | 117.    | lakóépület                                  | 1970-es évek | n. a.           | Korábban a Luczenbacher-villa (Bukovics Gyula, 1883) állt a helyén.               |                                     |
|     | 118.    | Rieger-villa                                | 1894         | Bukovics Gyula  |                                                                                   |                                     |
|     | 119.    | Fackh-villa                                 | 1882         | Ray Rezső Lajos |                                                                                   |                                     |
|     | 120.    | Sváb-villa                                  | 1914         | Benes Imre      | Az épületben működik az Orosz Kulturális Központ.                                 |                                     |

### 121−130.
| Kép | Házszám | Név                    | Építés ideje   | Tervező                            | Megjegyzés | További képek a Wikimédia Commonson |
| --- | ------- | ---------------------- | -------------- | ---------------------------------- | --- | ----------------------------------- |
|     | 121.    | Édeskúty-villa         | 1882           | Jamnitzky Lajos                    | |                                     |
|     | 122.    | négyemeletes társasház | 1970-es évek   | n. a.                              | Korábban itt is egy régi épület, a Hirsch-villa (Bukovics Gyula, 1886) állt 1910-ig (akkor lebontották): . Ezt követően 1911-re megépült a szintén elbontott Engel-villa (Kármán és Ullmann): |                                     |
|     | 123.    | villaépület            | 1872−1873      | Benkó Károly és Kolbenheyer Ferenc | Az épületben működik Törökország budapesti nagykövetsége. |                                     |
|     | 124.    | Bulyovszky-villa       | 1883/1884−1885 | Fellner Sándor                     | |                                     |
|     | 125.    | Révay-villa            | 1882           | Weber Antal                        | |                                     |
|     | 126.    | Weninger-villa         | 1875           | Petschacher Gusztáv                | |                                     |
|     | 127.    | Frankl-villa           | 1873           | ifj. Pán József                    | 1948-ban Szivessy Tibor tervei alapján átalakítva. |                                     |
|     | 128.    | Hoffmann-villa         | 1892−1894      | Krencser és Klinger                | |                                     |
|     | 129.    | Babocsay-villa         | 1904−1906      | Árkay Aladár                       | Szerbia budapesti nagykövetsége működik benne. A Hősök terénél. |                                     |
|     | 130.    | Hirsch-villa           | 1910           | Bálint Zoltán, Jámbor Lajos        | |                                     |

### 131−132.
- 131. számú épület az utca vége miatt nincs

| Kép | Házszám | Név             | Építés ideje | Tervező       | Megjegyzés                                                      | További képek a Wikimédia Commonson |
| --- | ------- | --------------- | ------------ | ------------- | --------------------------------------------------------------- | ----------------------------------- |
|     | 132.    | Edelsheim-villa | 1942−1943    | Réczey Miklós | Albánia budapesti nagykövetsége működik benne. A Hősök terénél. |                                     |